# NGC 3984
NGC 3984 este o galaxie situată în constelația Ursa Mare. A fost descoperită în  de către John Herschel.